# Ronnie Lester
Ronnie Lester (Canton, 1º gennaio 1959) è un ex cestista e dirigente sportivo statunitense, professionista nella NBA.

## Carriera

### Giocatore
È stato selezionato dai Portland Trail Blazers al primo giro del Draft NBA 1980 (10ª scelta assoluta).
Con gli Stati Uniti disputò i Giochi panamericani di San Juan 1979.

### Dirigente
Costretto ad abbandonare prematuramente la pallacanestro per problemi fisici, è stato per 24 anni nello staff dei Los Angeles Lakers, dal 1987 al 2001 come scout e dal 2001 al 2011 come assistant GM.
Nel 2013 è entrato a far parte della dirigenza dei Phoenix Suns.

## Palmarès
- NCAA AP All-America Second Team (1979)
- Campionato NBA: 1

Los Angeles Lakers: 1985